# Organik
Albums de Robert Miles
23am
(1997) Organik Remixes
(2002)
Organik est le troisième album de Robert Miles, sorti en juin 2001 sur le label S:Alt Records.
Il contient 12 titres produit par Roberto Concina, écrit par Roberto Concina, excepté Paths, écrit par Nina Miranda, Roberto Concina, Mark Brown et Chris Frank. Les vocals sur ce titre sont de Nina Miranda, du groupe Smoke City.
Organik est le premier album que Miles produit indépendamment après s'être séparé de sa maison de disques. Le style musical tranche radicalement de ses précédents albums, avec des sons world music, chill-out et une approche différente, à laquelle participent des artistes et producteurs tels que Bill Laswell, Nina Miranda, Nitin Sawhney, The London Session Orchestra, Dhruba Gosh, Trilok Gurtu.

## Liste des titres
| No  | Titre                 | Durée |
| --- | --------------------- | ----- |
| 1.  | TSBOL                 | 3:42  |
| 2.  | Separation            | 4:30  |
| 3.  | Paths                 | 3:58  |
| 4.  | Wrong                 | 5:24  |
| 5.  | It's All Coming Back  | 4:08  |
| 6.  | Pour Te Parler        | 4:19  |
| 7.  | Trance Shapes         | 3:53  |
| 8.  | Connections           | 4:55  |
| 9.  | Release Me            | 7:46  |
| 10. | Improvisations Part 1 | 7:04  |
| 11. | Improvisations Part 2 | 5:51  |
| 12. | Endless               | 8:00  |